# Aspidosperma marcgravianum
Aspidosperma marcgravianum é uma espécie de planta do gênero Aspidosperma.  

## Taxonomia
A espécie foi descrita em 1951 por Robert Everard Woodson. 